# Brión (Venezuela)
Brión è un comune del Venezuela situato nello Stato del Miranda.
Il capoluogo del comune è la città di Higuerote.